# Hugo Junkers
Hugo Junkers (ur. 3 lutego 1859 w Rheydt, zm. 3 lutego 1935 w Gauting) – niemiecki inżynier i innowator, twórca licznych patentów używanych m.in. w silnikach spalinowych i samolotach.

## Życiorys
Urodził się w rodzinie młynarza. Studiował w Charlottenburgu i Akwizgranie. W 1890 r. rozpoczął pracę w Continental Gas-Gesellschaft w Dessau jako asystent dyrektora technicznego. Pracował nad silnikami spalinowymi, w 1892 r. skonstruował swój pierwszy silnik „Oechelhausen-Junkers” o mocy 110 KM. W 1892 r. skonstruował również kalorymetr Junkersa do paliwa gazowego i płynnego.

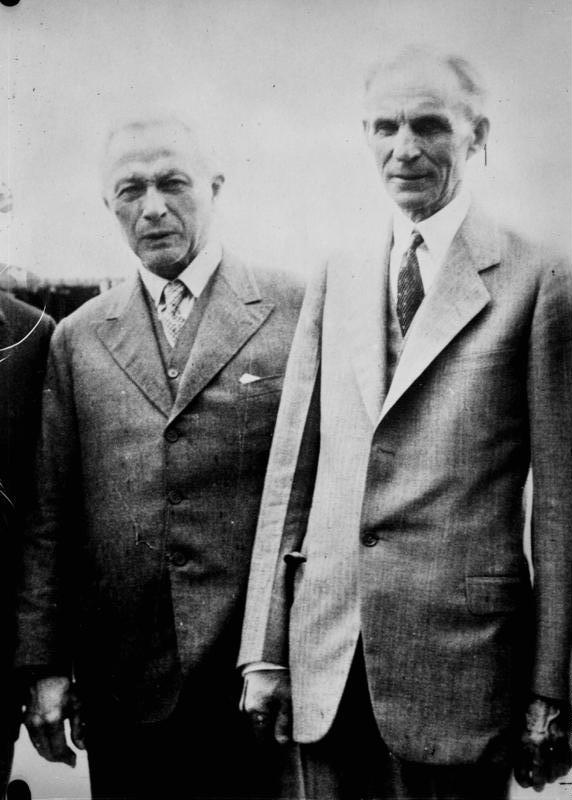
Hugo Junkers (po lewej) i Henry Ford

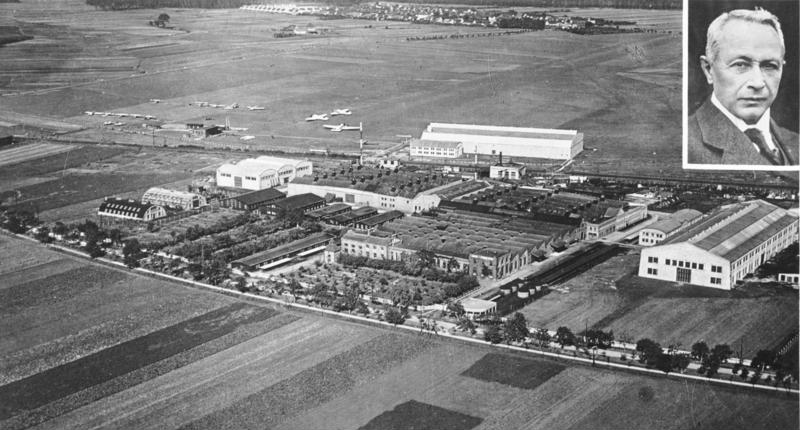
Zakłady Junkersa w Dessau, 1928 r.

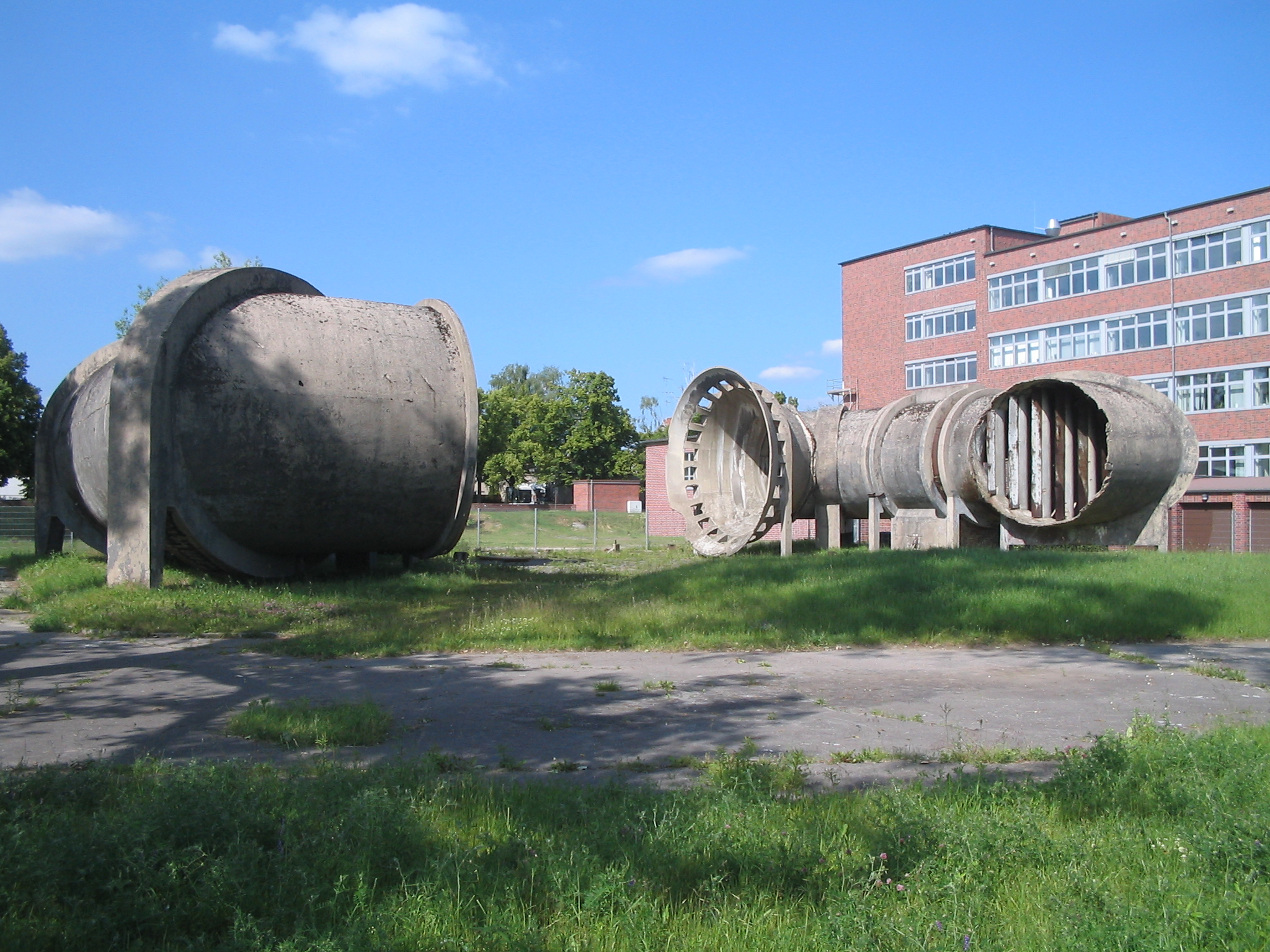
Pozostałości po tunelu aerodynamicznym w Muzeum Techniki Hugo Junkersa

W 1895 r. założył przedsiębiorstwo Junkers & Co. Warmwasser-Apparatefabrik zajmujące się produkcją pieców gazowych i urządzeń grzewczych. W 1897 r. został powołany na stanowisko dziekana katedry termodynamiki uniwersytetu w Akwizgranie. Prowadził tam badania nad silnikami wielopaliwowymi. W 1907 roku uzyskał patent na taki silnik.
W 1913 r. w Magdeburgu założył fabrykę produkującą silniki lotnicze. Z chwilą wybuchu I wojny światowej zaangażował się w budowę samolotów. Efektem jego prac było skonstruowanie pierwszego na świecie metalowego samolotu Junkers J 1. W następnych konstrukcjach wykorzystywał duraluminium, co znacznie poprawiło osiągi jego samolotów.
W 1917 r., pod naciskiem władz, połączył swoje zakłady z przedsiębiorstwem Fokker w Junkers-Fokker-AG. Po zakończeniu wojny zakłady zostały rozdzielone.
W związku z ograniczeniami narzuconymi Niemcom w traktacie wersalskim Junkers zmienił profil produkcji na samoloty pasażerskie oraz zaczął przenosić produkcję do ZSRS i Szwecji. W tym okresie powstał udany samolot pasażerski Junkers F 13, który w 1920 r. ustanowił rekord wysokości lotu z ośmioma pasażerami na pokładzie.
Zaangażował się w tworzenie linii lotniczych – w 1921 r. założył Junkers-Luftverkehr-AG. Przedsiębiorstwo to zostało znacjonalizowane w 1926 r. przez rząd niemiecki i połączone z Deutsche Aero Lloyd w funkcjonującą do dziś Lufthansę. Ponadto tworzył linie lotnicze Scadta w Kolumbii oraz Lloyd Aereo Brasiliano.
Niepowodzenia w branży komunikacyjnej zostały zrekompensowane poprzez produkcję samolotów pasażerskich oraz silników. Jego Junkers Ju 52 był wykorzystywany jako podstawowy samolot pasażerski przez Lufthansę oraz transportowy Luftwaffe. Na początku lat 30. jego zakłady rozpoczęły produkcję silnika wysokoprężnego Jumo 205, opracowano kolejne silniki o zwiększonej mocy dla wojska – Jumo 211 (1600 KM), Jumo 213 (2100 KM).
Jego nazwisko kojarzone jest najczęściej z samolotami Junkers, używanymi przez Luftwaffe. Jednakże te konstrukcje powstały już po tym jak został w 1933 r. odsunięty przez władze nazistowskich Niemiec od wpływu na losy przedsiębiorstwa. Osiadł w okolicach Monachium, gdzie zmarł 3 lutego 1935 r.
Został pochowany na Cmentarzu Leśnym w Monachium.
Jego życie i dokonania zawodowe zostały upamiętnione poprzez stworzenie Muzeum Techniki „Hugo Junkers” w Dessau-Roßlau.